# Dave McCary
David Lawrence McCary, detto Dave (San Diego, 2 luglio 1985), è un comico e regista statunitense.
Dal 2013 al 2019 ha lavorato al Saturday Night Live. È sposato con l'attrice Emma Stone.

## Biografia
Ha frequentato la University of Southern California con l'amico d'infanzia Kyle Mooney, lasciando gli studi al secondo anno. Nel 2007, ha formato con Kyle Mooney, Beck Bennett e Nick Rutherford il gruppo comico Good Neighbor, girando un episodio pilota per Comedy Central prodotto dalla Gary Sanchez Productions di Will Ferrell e Adam McKay. Sono stati così notati dal longevo programma comico Saturday Night Live, che ha contrattato a lungo con Comedy Central per assicurarsi la loro presenza nella propria scuderia. Durante questo periodo di inattività comica, McCary ha diretto le prime due stagioni della webserie Epic Rap Battles of History.
Dal 2013 al 2019, McCary ha fatto dunque parte, assieme agli altri Good Neighbor, dello staff del SNL, lavorando come regista degli sketch e scrittore di batture. Nel 2017, ha diretto il film indipendente Brigsby Bear, prodotto dalla troupe comica The Lonely Island e interpretato, tra gli altri, da Mooney, Mark Hamill e Greg Kinnear. È stato presentato al Sundance Film Festival 2017 e distribuito in America da Sony Pictures Classics, ricevendo recensioni positive. Nel 2020 ha fondato con sua moglie Emma Stone la casa di produzione Fruit Tree Production, firmando un contratto della durata di due anni con l'A24.

## Vita privata
McCary ha cominciato a frequentare l'attrice Emma Stone nel 2017. I due hanno annunciato il loro fidanzamento nel 2019 e si sono sposati l'anno successivo. Nel 2021, la coppia ha avuto la sua prima figlia, Louise Jean McCary.

## Filmografia parziale

### Regista

#### Cinema
- Brigsby Bear (2017)

#### Televisione
- Epic Rap Battles of History – webserie, 33 episodi (2010-2013)
- Saturday Night Live – programma TV, 26 puntate (2016-2018)

### Sceneggiatore
- Saturday Night Live – programma TV, 84 episodi (2014-2019)

### Produttore
- Quando avrai finito di salvare il mondo (When You Finish Saving the World), regia di Jesse Eisenberg (2022)